# Estepa kazakh

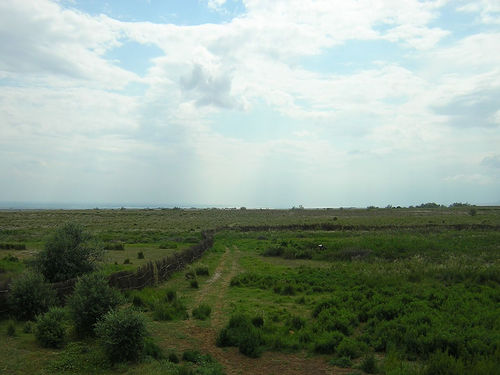
L'estepa kazakh a l'est del Kazakhstan al Parc Nacional Altyn Emeil

L'estepa kazakh o estepa quirguís és una ecoregió de la zona paleàrtica temperada dins el bioma de les praderies i les sabanes temperades. És una regió extensa d'herbassars oberts situada al nord del Kazakhstan i les parts adjacents de Rússia, que s'estén des de l'Estepa Pòntica a l'estepa de la Vall Emin, amb la qual forma part de l'estepa eurasiàtica.
L'estepa s'estén per més de 2.200 km des de la zona est de la depressió del Caspi i el nord del Mar d'Aral, fins a les Muntanyes Altai. És la regió d'estepa seca més gran del món i ocupa aproximadament 804.500 km². Gran part d'aquesta estepa es considera un semidesert que passa a ser un desert a la seva part més al sud. La Depressió de Turan es troba a la part sud-oest de l'estepa. L'Estepa Pòntica és a l'oest i nord-est. Al nord i nord-est de l'estepa kazakh es troba el bosc-estepa kazakh que és una ecoregió de transició amb els boscos de Sibèria. Al sud es troba amb el semidesert kazakh i l'ecoregió del Kazakhstan superior. El Massís Kokchetav al Kazakhstan nord-central és un enclavament del Kazahstan Superior diferenciat de l'estepa kazakh que l'envolta a una altitud menor. la part oest de l'estepa té poca densitat de població amb entre 2 o 3 persones per km² més cap a l'est augmenta fins a 7 habitants per km² essent els kazakhs l'ètnia majoritària. Rússia té uns 7.360 km² en la part sud d'aquesta estepa on hi ha el cosmòdrom de Baikonur.
Aquesta regió té un clima semiàrid, i continental amb la major part de la superfície dins la classificació BSk segons la classificació de Köppen. Hi poden bufar, de vegades, vents molt forts. Per l'escassedat de precipitacions s'hi troben pocs arbres i la major part és un herbassar amb grans zones de dunes de sorra. Entre els animals hi ha la saiga d'estepa, el cérvol siberià, llops i guineus, entre d'altres.